# Trần Việt Anh
Trần Việt Anh (sinh ngày 22 tháng 10 năm 1975) là Đại biểu Quốc hội nước Cộng hòa xã hội chủ nghĩa Việt Nam. Ông hiện là Ủy viên chuyên trách Ủy ban Văn hóa, Giáo dục của Quốc hội, Đại biểu Quốc hội khóa XV từ Hà Nội, Phó Chủ tịch Nhóm nghị sĩ Việt Nam – Thổ Nhĩ Kỳ. Ông từng là Bí thư Đảng ủy, Giám đốc Trung tâm Bảo tồn di sản Thăng Long – Hà Nội, kiêm Giám đốc Ban Quản lý dự án Bảo tồn, tôn tạo Khu di tích Cổ Loa – Thành cổ Hà Nội.
Trần Việt Anh là đảng viên Đảng Cộng sản Việt Nam, học vị Tiến sĩ Kiến trúc, Cao cấp lý luận chính trị. Ông có sự nghiệp tập trung về bảo tồn di tích lịch sử ở thủ đô.

## Xuất thân và giáo dục
Trần Việt Anh sinh ngày 22 tháng 10 năm 1975, quê quán tại xã Tam Hiệp, huyện Núi Thành, tỉnh Quảng Nam. Ông lớn lên và tốt nghiệp phổ thông 12/12, thi đỗ Trường Đại học Kiến trúc Hà Nội năm 1993, theo học và tốt nghiệp Cử nhân Kiến trúc vào năm 1997, sau đó học cao học, nghiên cứu sinh sau đại học và trở thành Tiến sĩ Kiến trúc. Ông được kết nạp Đảng Cộng sản Việt Nam vào ngày 23 tháng 9 năm 2001, trở thành đảng viên chính thức sau đó 1 năm, từng theo học các khóa chính trị ở Học viện Chính trị Quốc gia Hồ Chí Minh và tốt nghiệp Cao cấp lý luận chính trị. Hiện ông thường trú ở phố Đặng Thai Mai, quận Tây Hồ, thành phố Hà Nội.

## Sự nghiệp
Tháng 10 năm 1997, sau khi tốt nghiệp trường Kiến trúc Hà Nội, Trần Việt Anh bắt đầu sự nghiệp ở vị trí Cán bộ kỹ thuật của Công ty Công trình Hàng không. Sau đó 1 năm, ông chuyển sang làm viên chức tại Ban Quản lý Phố cổ Hà Nội, một đơn vị sự nghiệp công lập của Ủy ban nhân dân quận Hoàn Kiếm. Đến tháng 8 năm 2006, ông là Trưởng phòng Quản lý Kiến trúc của Ban Quản lý Phố cổ Hà Nội, rồi Phó Trưởng ban thường trực của Ban Quản lý này từ tháng 1 năm 2007. Tháng 2 năm 2010, ông được bổ nhiệm làm Phó Giám đốc Trung tâm Bảo tồn di sản Thăng Long – Hà Nội, kiêm Giám đốc Ban Quản lý dự án Bảo tồn, tôn tạo Khu di tích Cổ Loa – Thành cổ Hà Nội, các đơn vị sự nghiệp công lập của Ủy ban nhân dân thành phố Hà Nội. Từ tháng 10 năm 2014, ông kiêm nhiệm thêm vị trí Phó Giám đốc Trung tâm Hà Nội học và Phát triển Thủ đô.
Tháng 3 năm 2015, Trần Việt Anh nhậm chức Giám đốc Trung tâm Bảo tồn di sản Thăng Long – Hà Nội, kiêm Giám đốc Ban Quản lý dự án Bảo tồn, tôn tạo Khu di tích Cổ Loa – Thành cổ Hà Nội, là Đại biểu Hội đồng nhân dân thành phố nhiệm kỳ 2016–2021, thành viên Ban đô thị. Năm 2021, ông tham gia ứng cử đại biểu Quốc hội từ Hà Nội, tại đơn vị bầu cử số 7 gồm các huyện Phúc Thọ, Ba Vì, Đan Phượng và thị xã Sơn Tây, rồi trúng cử Đại biểu Quốc hội khóa XV với tỷ lệ 77,86%. Ngày 23 tháng 7 năm 2021, ông được phê chuẩn bổ nhiệm làm Ủy viên chuyên trách Ủy ban Văn hóa, Giáo dục của Quốc hội, Phó Chủ tịch Nhóm nghị sĩ Việt Nam – Thổ Nhĩ Kỳ, đến tháng 11 thì miễn nhiệm các chức vụ ở Trung tâm Bảo tồn di sản Thăng Long – Hà Nội.